# Одвага (герб)
Одвага (пол. Odwaga, Mur Konopackich) — польский дворянский герб.

## Описание
В серебряном щите червлёная с серебряными швами крепостная стена из семи рядов кирпичей и о трёх прямоугольных зубцах с бойницами. Щит увенчан дворянским коронованным шлемом. Нашлемник: червлёное знамя на золотом древке, в перевязь. Намёт: червлёный с серебром.

## Герб используют
11 родовКанапацкі, Grzymała, Heeselecht, Knebel, Kontrym, Kossowski, Milewski, Ogieniec-Kontrymowicz, Sperling, Tauernitz